# Madame Mim
Madame Mim (Madam Mim en anglais) est un personnage de fiction créé en 1963 pour les studios Disney à l'occasion du film Merlin l'Enchanteur. Elle a aussi été reprise en bandes dessinées dans de nombreuses histoires de l'univers des canards de Disney aux côtés de Miss Tick.

## Description

### Dans Merlin l'enchanteur
Madame Mim est une femme rondelette et aussi une vieille et méchante sorcière, peu attrayante, toujours habillée de rose et de mauve avec des cheveux gris. Elle a été animée par Frank Thomas avec un contraste entre des actions violentes et d'autres plus retenues, soulignées par des accélérations brutales de tempo mais aussi par Milt Kahl responsable du duel de magiciens.
À la différence du personnage du roman original de Terence Hanbury White qui est une très belle femme aux yeux noirs d'une trentaine d'années, le scénariste et adaptateur Bill Peet imagina une petite vieille laide aux cheveux hirsutes. La première rencontre avec le personnage présente Madame Mim trichant au solitaire, démontrant ainsi son manque total de morale. Elle peut se transformer en n'importe quoi, ce qui, conjugué à ses mensonges, son caractère de mauvaise joueuse et de mauvaise perdante en fait une redoutable adversaire pour Merlin. La ruse est le seul trait de caractère restant du personnage original. Elle semble avoir été conçue comme étape intermédiaire entre une jeune fille gâtée et une vieille sorcière grincheuse. L'intérieur de la maison de Madame Mim a été imaginé par Ken Anderson. Sa voix originale est celle de Martha Wentworth qui avait collaboré avec Disney dès 1935 dans le court-métrage Qui a tué le rouge-gorge ?
Selon John Grant, elle a été conçue pour ne servir qu'un but, celui de proposer au public un personnage mémorable. Pour les directeurs de l'animation Frank Thomas et Ollie Johnston, Madame Mim est vivante, vibrante et comique à animer mais ne fait que des apparitions. Elle se considère comme la plus puissante magicienne et requiert un duel avec Merlin. Jeff Kurtti écrit qu'elle s'est autoproclamée à ce statut, qu'elle est égomaniaque, excentrique et instable. Malgré sa grande force magique, Merlin ne parvient à la vaincre qu'après une longue série de métamorphoses en usant d'esprit et non de muscle, l'une de ses assertions préférées. La métamorphose ultime de Mim est en un dragon indiscipliné et impulsif que l'on peut comparer à une version humoristique du dragon démoniaque qu'est Maléfique dans La Belle au bois dormant (1959) ou à celui plus raffiné et poétique du Dragon récalcitrant (1941). Kurtti la classe parmi les personnages dotés de pouvoirs magiques, plutôt gentils, aux côtés de Merlin et du génie d'Aladdin et non parmi les méchants comme la Reine-sorcière de Blanche-Neige et les Sept Nains ou Maléfique de La Belle au bois dormant.

### Autres univers
Le personnage de Madame Mim a été réutilisé à partir du milieu des années 1960 et durant les années 1970 dans plusieurs histoires liées à l'univers des canards de Disney aux côtés de Miss Tick, souvent en tant qu'apprentie de cette dernière et persécutant Balthazar Picsou, comme dans Miss Tick n'est pas aidée ! publiée le 10 août 1965. Elle apparaît aussi dans des histoires de Mickey Mouse, Donald Duck et même du Capitaine Crochet, parfois comme un personnage gentil.
En tout, Madame Mim apparait dans plus de 930 histoires, dont plus de 160 ont été publiées en France en 2020. C'est le Brésil qui produit le plus de bandes dessinées mettant en scène le personnage.

## Madame Mim à travers le monde
- Allemagne : Madam Mim
- Bulgarie : Мадам Мим
- Chine : 女巫米姆
- Danemark : Madam Mim
- Espagne : Madam Mim
- Estonie : Proua Ella
- États-Unis/ Royaume-Uni : Mad Madam Mim
- Finlande : Matami Mimmi
- Grèce : Μαντάμ Μιμ
- Islande : Maddama Mimm
- Italie : Maga Magò
- Lettonie : Lēdija Mīma
- Norvège : Madam Mim
- Pays-Bas : Madam Mikmak
- Pologne : Wiedźma Mim
- Portugal/ Brésil : Madame Min
- Roumanie : Madam Mim
- Russie : Мадам Мим
- Serbie : Стара Мим / Gospa Mim
- Suède : Madame Mim
- République tchèque : Madam Mimi